# سلسو آیالا
سلسو آیالا (اسپانیایی: Celso Ayala‎؛ زادهٔ ۲۰ اوت ۱۹۷۰) یک بازیکن بازنشسته و مربی فوتبال اهل پاراگوئه است.

## باشگاهی
از باشگاه‌هایی که در آن بازی کرده‌است می‌توان به ریور پلاته، روساریو سنترال، رئال بتیس، کولو-کولو، باشگاه فوتبال سائو پائولو و اتلتیکو مادرید اشاره کرد.

## تیم ملی
وی همچنین در تیم ملی فوتبال پاراگوئه بازی کرده و در جام‌های جهانی ۱۹۹۸ و ۲۰۰۲ برای این تیم به میدان رفته‌است.